# Каменногорське
Каменного́рське (рос. Каменногорское) — село у складі Сєверного району Оренбурзької області, Росія.

## Населення
Населення — 299 осіб (2010; 388 у 2002).
Національний склад (станом на 2002 рік):
- росіяни — 93 %